# HMS Sanguine (P266)
Pour les articles homonymes, voir sanguine (homonymie).
Le HMS Sanguine (Pennant number : P266) est un sous-marin britannique de classe S du troisième lot, construit pour la Royal Navy pendant la Seconde Guerre mondiale. Il faisait partie des unités construites entre 1941 et 1944 par les Britanniques pour des opérations offensives.

## Conception

Schéma d'un sous-marin de classe S

Les sous-marins de la classe S ont été conçus pour patrouiller dans les eaux resserrées de la mer du Nord et de la mer Méditerranée. Les 17 derniers navires du troisième lot étaient considérablement modifiés par rapport aux bateaux précédents. Ils avaient une coque plus solide, transportaient plus de carburant, et leur armement était modernisé.
Ces sous-marins avaient une longueur hors tout de 66,1 mètres, une largeur de 7,2 m et un tirant d'eau de 4,3 m. Leur déplacement était de 827 tonnes en surface et 1 006 tonnes en immersion. Ils avaient un équipage de 48 officiers et matelots. Ils pouvaient plonger jusqu'à la profondeur de 106,7 m.
Pour la navigation en surface, ces navires étaient propulsés par deux moteurs Diesel de 950 ch (708 kW), chacun entraînant un arbre et une hélice distincte. En immersion, les hélices étaient entraînées par un moteur électrique de 650 ch (485 kW). Ils pouvaient atteindre 14,75 nœuds (27,32 km/h) en surface et 9 nœuds (17 km/h) en plongée. Ces sous-marins avaient une autonomie en surface de 7500 milles marins (13 900 km) à 10 nœuds (19 km/h), et en plongée de 120 milles (220 km) à 3 nœuds (5,6 km/h).
Ces navires étaient armés de six tubes lance-torpilles de 21 pouces (533 mm) à la proue. Ils transportaient six torpilles de rechange, et un total de treize torpilles. Douze mines pouvaient être transportées à la place des torpilles stockées à l’intérieur. Ils étaient également armés d'un canon de pont de 4 pouces (102 mm).

## Engagements
Le HMS Sanguine est construit au chantier naval Cammell Laird et lancé le 15 février 1945. Il est baptisé Sanguine, en référence au pigment et à la technique de dessin. C’est le premier, et jusqu’à présent, le seul navire de la Royal Navy à porter ce nom. Lancé alors que la Seconde Guerre mondiale touche à sa fin en Europe, il ne rencontre pas beaucoup d’action.
En 1953, il participe à la Fleet Review (revue navale) pour célébrer le couronnement de la reine Élisabeth II.
En 1958, il est vendu à la marine israélienne et rebaptisé Rahav en mars 1959, d’après le nom du monstre marin mythologique Rahab. Lors de la guerre des Six Jours en 1967, il n'est plus opérationnel. Il est retiré du service en 1968 et cannibalisé comme réserve de pièces de rechange pour son sister-ship le Tanin (ex-HMS Springer), qui lui participe aux combats de 1967.

## Commandants
- T/Lieutenant (T/Lt.) Percy Clive Stanbury Pritchard (RNR) du 15 février 1945 au 24 septembre 1945
- Lieutenant (Lt.) Peter Tremayne Miles (RN) du 24 septembre 1945 au 4 mai 1946